# Lalitpur (distrikt)
Lalitpur är ett distrikt i den indiska delstaten Uttar Pradesh, och hade 977 734 invånare år 2001 på en yta av 5 039 km². Det gör en befolkningsdensitet på 194,0 inv/km². Den administrativa huvudorten är staden Lalitpur. Den klart dominerande religionen är Hinduism (94,75 %).

## Administrativ indelning
Distriktet är indelat i tre kommunliknande enheter, tehsils:
- Lalitpur, Mahroni, Talbehat

## Städer
Distriktets städer är huvudorten Lalitpur samt Mahroni, Pali och Talbehat.
Urbaniseringsgraden låg på 14,52 procent år 2001.